# Makelaarsland
Makelaarsland is een Nederlandse makelaarsorganisatie, gevestigd in Alkmaar. De organisatie is lid van de Nederlandse Vereniging van Makelaars, richt zich op de particuliere woningmarkt en bemiddelt bij de verkoop en aankoop van woningen.
Makelaarsland positioneerde zich als internetmakelaar en verschilde destijds van de gebruikelijke werkwijze van makelaars doordat ze de bezichtiging van een huis overlieten aan de eigenaar en een vast bedrag vragen voor de dienstverlening in plaats van courtage. Makelaarsland was in 2014 met 3% van de markt de grootste makelaar van Nederland.
De komst van Makelaarsland resulteerde aanvankelijk in tumult binnen de makelaardij. Diverse organisaties en  makelaars begonnen bezwaar te maken tegen de nieuwe werkwijze van Makelaarsland in officiële procedures binnen de NVM. Ook werd er gepoogd om de regelgeving binnen de beroepsvereniging dusdanig te wijzigen dat de werkwijze van Makelaarsland onmogelijk werd gemaakt. Makelaarsland werd in het gelijk gesteld en de Nederlandse Mededingingsautoriteit (NMa, tegenwoordig Autoriteit Consument en Markt) verbood, in 2007, verdere acties tegen Makelaarsland.
In 2018 werd Makelaarsland voor een onbekend bedrag overgenomen door ING. In 2021 werd Makelaarsland verkocht middels een managementbuy-out.